# Фор-Берс-Вілледж (Північна Дакота)
Фор-Берс-Вілледж (англ. Four Bears Village) — переписна місцевість (CDP) в США, в окрузі Маккензі штату Північна Дакота. Населення — 500 осіб (2020).

## Географія
Фор-Берс-Вілледж розташований за координатами 47°59′13″ пн. ш. 102°35′38″ зх. д. / 47.98694° пн. ш. 102.59389° зх. д. (47.987030, -102.593833).  За даними Бюро перепису населення США в 2010 році переписна місцевість мала площу 2,69 км², уся площа — суходіл.

## Демографія
Згідно з переписом 2010 року, у переписній місцевості мешкало 517 осіб у 139 домогосподарствах у складі 125 родин. Густота населення становила 193 особи/км².  Було 155 помешкань (58/км²).
Расовий склад населення:
| - 96,3 % — корінних американців - 2,1 % — білих - 0,2 % — азіатів |

До двох чи більше рас належало 0,6 %. Частка іспаномовних становила 1,9 % від усіх жителів.
За віковим діапазоном населення розподілялося таким чином: 41,0 % — особи молодші 18 років, 54,7 % — особи у віці 18—64 років, 4,3 % — особи у віці 65 років та старші. Медіана віку мешканця становила 23,4 року. На 100 осіб жіночої статі у переписній місцевості припадало 69,5 чоловіків;  на 100 жінок у віці від 18 років та старших — 60,5 чоловіків також старших 18 років.
Середній дохід на одне домашнє господарство  становив 47 200 доларів США (медіана — 24 250), а середній дохід на одну сім'ю — 31 350 доларів (медіана — 17 969). За межею бідності перебувало 45,3 % осіб, у тому числі 46,4 % дітей у віці до 18 років та 45,5 % осіб у віці 65 років та старших.
Цивільне працевлаштоване населення становило 205 осіб. Основні галузі зайнятості: освіта, охорона здоров'я та соціальна допомога — 25,4 %, публічна адміністрація — 22,4 %, мистецтво, розваги та відпочинок — 20,5 %.